# Acetondicarbonsäure
Acetondicarbonsäure ist eine chemische Verbindung aus der Gruppe der Carbonsäuren. Sie wurde 1884 von Hans von Pechmann entdeckt.

## Gewinnung und Darstellung
Acetondicarbonsäure kann durch Decarbonylierung von Citronensäure mit rauchender Schwefelsäure in einem Eis/Kochsalz-Kältebad gewonnen werden.
Sie kann auch durch Hydrolyse des aus 1,3-Dichloraceton und Alkalicyaniden zugänglichen 1,3-Dicyanoacetons oder aus Aceton und Kohlendioxid dargestellt werden.

## Eigenschaften
Acetondicarbonsäure ist ein farbloser Feststoff, der löslich in Wasser und Ethanol ist. Beim Aufbewahren zerfällt sie langsam in Aceton und Kohlendioxid. Sie zersetzt sich rasch bei der Destillation, beim Erhitzen oder in Gegenwart von Mineralsäuren, Metallsalzen oder Laugen, wobei in allen Fällen die instabile Acetessigsäure als Zwischenstufe gebildet wird. In Wasser gelöste Acetondicarbonsäure gibt mit Eisen(III)-chlorid eine tiefrotviolette, in alkoholischer Lösung dagegen eine weinrote Färbung.

## Verwendung
Acetondicarbonsäure wird als Baustein in der organischen Chemie eingesetzt. Sie dient insbesondere der Synthese von heterozyklischen Ringen und bei der Weiss-Cook-Reaktion, die die Herstellung von cis-Bicyclo[3.3.0]octan-3,7-dion durch Umsetzung mit Diacyl(1,2-Keton) beinhaltet. Seine Anwesenheit im menschlichen Urin wird als diagnostischer Test für die Anwesenheit von schädlichen Darmflora wie Candida albicans verwendet. Wie alle β-Dicarbonylverbindungen bildet Acetondicarbonsäure mit zahlreichen geeigneten Metallionen, z. B. Kupfer- oder Eisenionen, chelatartige Metallkomplexe, die zur Abtrennung von Schwermetallspuren aus Fetten, Ölen und Erdölprodukten geeignet sind.